# Antitrygodes kirwiriensis
Antitrygodes kirwiriensis là một loài bướm đêm trong họ Geometridae.